# ニュースウェーデン
ニュースウェーデン（典: Nya Sverige、芬: Uusi-Ruotsi、英: New Sweden）は、17世紀の一時期に、北アメリカ大西洋岸中部のデラウェア川沿いに造られたスウェーデンの小さな植民地である。その中心は、現在のデラウェア州ウィルミントンにあったクリスティーナ砦であり、範囲はデラウェア州、ニュージャージー州およびペンシルベニア州の一部を含んでいた。植民地は1638年3月29日に設立され、1655年9月15日にオランダのニューネーデルラントに組み込まれた。開拓者はスウェーデン人の他にフィンランド人やドイツ人も多く混じっていた。

## 歴史

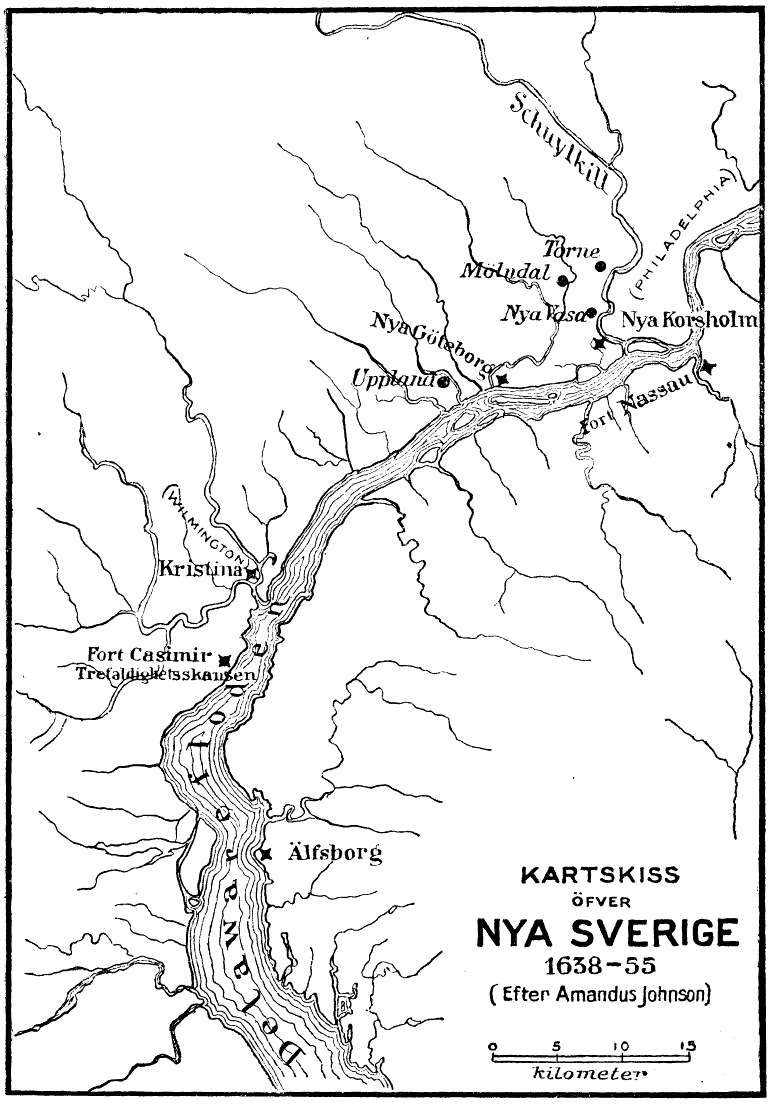
ニュースウェーデン地図、1650年頃

1600年代半ばまでのスウェーデン国旗

17世紀半ばまでに、スウェーデン王国はバルト帝国としてその領土が最大となり、ヨーロッパの強国に仲間入りしていた。この頃のスウェーデンは、フィンランドやエストニアの他にロシア、ポーランド、ドイツおよびラトビアの一部も領していた。スウェーデンはフランスやイギリス商人の手を経ずに、農業生産（タバコ）や毛皮交易ができる植民地を造ってその影響力の拡大を目論んだ。スウェーデンやオランダおよびドイツの株主によるニュースウェーデン会社を創設し、国王の勅許状を与えた。
北アメリカにスウェーデンが送った最初の遠征隊は、1637年遅くにヨーテボリ港を出港した。指揮監督を行ったのは、フィンランド出身のスウェーデン人クラス・フレミング提督であった。オランダ人のサミュエル・ブロマートが装備の手配を手伝い、遠征隊の隊長にはピーター・ミヌイットを指名した。
遠征隊員は「フォーゲル・グリップ」と「カルマル・ニッケル」という2隻の船に分乗しデラウェア湾に入ったが、そこは既にオランダが所有権主張していた範囲内にあった。1638年3月遅くにケープメイとケープ・ヘンローペンを過ぎ、今日ではスウェーデン・ランディング（スウェーデン人の上陸）として知られるミンカス・キルの岩場に投錨した。遠征隊は今日のウィルミントン市に砦を造り、スウェーデン女王クリスティーナに因んでクリスティーナ砦と名付けた。翌年、600人程のスウェーデン人とフィンランド人およびスウェーデンに仕える多くのオランダ人とドイツ人がこの地域に入植した。実のところ、ニューネーデルラントがこの地の川と陸地を既に探検し、領有権主張していたので、この入植は侵入であった。
ピーター・ミヌイットが新しく造られたニュースウェーデン植民地の初代総督になった。ミヌイットは元オランダ西インド会社の支配人であり、その当時の支配人ウィリアム・キーフトの前任者として、デラウェア川の対岸の状況を知悉していた。オランダは川の東側（現在のニュージャージー州）で実績を上げてきたが、西側（現在のメリーランド州、デラウェア州およびペンシルベニア州）ではまだ何もしていなかった。ミヌイットは川の西岸に上陸してその任務を果たし、土地の先住民族の酋長達を集めると、「カルマル・ニッケル」の船室で秘密会議を開き、オランダとの問題を解決する目的で準備した事項について酋長達に署名するよう説得した。酋長達から購入した土地にはスクーカル川下流からサウス川西岸が含まれていた。言い換えると、今日のフィラデルフィア、東部ペンシルベニア州、デラウェア州およびメリーランド州であった。
支配人のキーフトはスウェーデン人の上陸に反対したが、ミヌイットはオランダが軍事的に難しい情勢にあることを知っていたので、キーフトの書状を無視した。ミヌイットは1638年をクリスティーナ砦で過ごし、次の任務のためにストックホルムへの帰路に就いたが、回り道をしてカリブ海に向かい、タバコを積んでヨーロッパに持って帰り利益を得ようと考えた。ミヌイットはこの航海の途中、カリブ海のセントクリストファー島でハリケーンに遭って死亡した。ニュースウェーデンの初代知事の仕事はマンズ・ニルソン・クリング中尉（後に大尉）が代行し、2年後にスウェーデン本国から次の知事が指名され着任するまで続けた。

ニュースウェーデン（下左）とニューネーデルラント（上）との相対的位置。

1643年、ニュースウェーデン会社はクリスティーナ砦から川沿いに範囲を拡大し今日のニュージャージー州セーラム近くの北堤にニュー・エルフスベリ砦を建設した。1654年5月、オランダのカシミア砦が、ニュースウェーデン知事のヨハン・ライジングが率いる兵士に占領された。守備兵は弾薬を持っていなかったので、砦は交戦なしに奪取され、トリニティ砦と改名された。この報復のために、オランダの総督ピーター・ストイフェサントは1655年夏遅くに軍隊を動かしてデラウェア川に向かい、即座にトリニティ砦とクリスティーナ砦を占領した。
スウェーデン人とフィンランド人開拓者は独自の民兵、宗教、裁判所および土地を持ってある程度の地方自治を続けた。
この状態は、1664年10月にイギリスがニューネーデルラント植民地を征服するまで続き、1682年にこの地域がウィリアム・ペンのペンシルベニア勅許地に含まれるまでは非公式に継続された。この後の方の期間、移民とその拡張が続けられた。1669年には現在のフィラデルフィアに最初の開拓地とウィカコ砦が建設された。
歴史家のH.A.バートンは、ニュースウェーデンの大きな意義として、植民地がスウェーデン国内にもたらした北アメリカへの強く長く続いた興味だったと言った。アメリカは啓蒙主義と自由主義を標準的にもっているものと見なされ、自由スウェーデンの理想になっていた。古代スカンジナビア人の理想が外国の影響で腐敗させられたと考えるスウェーデン人は、アメリカに対する賞賛が過去のスウェーデンの黄金時代の概念と結び付けられた。新世界におけるこれら時を超えた価値の純正さを回復することがスウェーデン人の基本的命題であり、後にスウェーデン系アメリカ人の命題となった。想像上の黄金時代は需要や理想を変えていくことになったので、「時を超えた価値」も時と共に変化し、スウェーデン人の新しい土地に対する概念も変化した。17世紀と18世紀、北アメリカは自制心の権利と宗教的自由を体現していた。19世紀ヨーロッパの政治的動揺の中で、興味の焦点はアメリカの正直な労苦に対する尊敬の念と共和政体の美徳に遷っていった。20世紀初期、スウェーデン系アメリカ人の夢は全ての市民の福祉に責任を持つ理想の社会としての福祉国家をすら受け入れるようになった。対照的に20世紀後半のアメリカは究極的な個人主義の象徴と夢になった。
アメリカ合衆国へのスウェーデン移民は1870年から1910年に数が増え、特にミネソタ州が顕著であり、合計で100万人以上のスウェーデン人が移民した。ドイツ、アイルランドおよびノルウェーを除いて、ヨーロッパからこれほど高い比率で北アメリカに移住した国は他に無い。

## 植民地総督
総督はクリスティーナ砦で生活したが、唯一ヨハン・ビョルンソン・プリンツ総督はニューヨーテボリ砦で暮らした。
- ピーター・ミヌイット、総支配人（1638年3月29日-1638年6月15日）
- マンズ・ニルソン・クリング、指揮官（1638年6月15日-1640年4月）
- ピーター・ホレンダー・リダー、指揮官（1640年4月-1643年2月）
- ヨハン・ビョルンソン・プリンツ（1643年2月-1653年10月）
- ヨハン・パペゴヤ（1653年10月-1654年5月）
- ヨハン・クラッソン・ライジング（1654年5月-1655年9月15日）

## 砦
- クリスティーナ砦、現在のデラウェア州ウィルミントン、1638年-1655年
- ニューヨーテボリ砦、現在のペンシルベニア州エッシントン、1643年-1655年
- ニューコルスホルム砦、現在のペンシルベニア州南西フィラデルフィア、1647年-1653年
- ニュー・エルフスベリ砦、現在のニュージャージー州セーラム近く、1643年-1651年
- トリニティ砦、現在のデラウェア州ニューキャッスル、1654年-1655年

## 恒久的開拓地
- クリスティーナ、現在のデラウェア州ウィルミントン、1638年設立
- フィンランド、現在のペンシルベニア州トレーナー、1641年設立
- アップランド、現在のペンシルベニア州チェスター、1641年設立
- プリンツトルプ、現在のペンシルベニア州チェスター、1643年設立
- テキラシー、現在のペンシルベニア州エディストーン、1643年設立
- ティニカム、ペンシルベニア州デラウェア郡、1643年設立
- プロビンス・アイランド、スクーカル川、現在のペンシルベニア州南西フィラデルフィア、1643年設立
- ミンカズ・アイランド、現在のペンシルベニア州南西フィラデルフィア、1643年設立
- キングスエッシング、現在のペンシルベニア州南西フィラデルフィア、1644年設立
- モルンダル、現在のペンシルベニア州イードン、1645年設立
- トルネ、現在のペンシルベニア州西フィラデルフィア、1647年設立
- ザ・シドランド、現在のデラウェア州ウィルミントン、1654年設立
- ティンバー・アイランド、現在のデラウェア州ウィルミントン、1654年設立
- ストランドヴィケン、現在のデラウェア州ウィルミントン、1654年設立
- アマンスランド、現在のペンシルベニア州ダービー、1654年設立

## 川およびクリーク
- ウウェンスク・レビア（デラウェア川）
- スクーレン・キル（スクーカル川）
- ミンカス・キル（クリスティーナ川）
- フィスケ・キル（ブランディワイン・クリーク）